# Jean-Charles Galissard de Marignac
Jean-Charles Galissard de Marignac (Ginebra, Suïssa, 24 abril 1817 - 15 abril 1894), fou un químic franc-suís que determinà amb molta precisió masses atòmiques de 28 elements químics i descobrí l'iterbi el 1878 i codescobrí el gadolini el 1880, dos elements de la sèrie dels lantanoides.

## Vida
Galissard de Marignac era fill de Suzanne Le Royer i Jacob Galissard de Marignac. El seu pare fou membre del Consell Municipal, òrgan legislatiu de la República de Ginebra, que el 1815, havia esdevingut un cantó de la Confederació Helvètica. Els Galissard de Marignac eren una família d'hugonots del Llenguadoc que s'havia refugiat a Ginebra en revocar-se l'Edicte de Nantes el 1685.
Es formà a l'Acadèmia de Ginebra on va graduar el 1835. Per continuar els estudis a París, el 1834 s'havia collit a la llei del 9 de desembre del 1790, que obria la porta a la naturalització francesa dels descendents de «fugitius religionaris». El novembre del 1835 ingressà en l'Escola Politècnica de París, on va graduar el 1839 amb el número u. Després s'especialitzà en anàlisi mineral l'Escola de Mines de París i s'hi diplomà el 1841. Amplià estudis de química orgànica al laboratori de l'alemany Justus von Liebig (1803-1873) a Gießen. Retornat a París, feu una estada a la fàbrica de porcellana de Sèvres, sota la direcció d'Alexandre Brongniart (1770-1847). Alhora, treballà als laboratoris de Jean-Baptiste Dumas (1800-1884) i Louis-Jacques Thénard (1777-1857). El 1841 fou nomenat catedràtic de química a l'Acadèmia de Ginebra, alhora que professor de mineralogia (1845). El 1878, a seixanta-un anys, el deteriorament de salut l'obligà a renunciar a les seves posicions docents a l'Acadèmia.
Les seves classes es descriuen per unanimitat com a models de claredat i precisió. Però era un treballador solitari i pràcticament mai tingué cap estudiant de col·laborador. La seva modèstia i timidesa el portaren a rebutjar el càrrec de rector de l'Acadèmia de Ginebra i descoratjar qualsevol intent dels seus amics per proposar-li que rebés la Legió d'Honor.

## Obra
Entre els primers treballs de recerca destaca l'estudi de l'ozó. Christian Friedrich Schönbein (1799-1868) l'havia descrit el 1840, però la seva composició era matèria de controvèrsia. Marignac mostrà experimentalment que no era pas un compost de nitrogen, i assenyalà que era probablement una forma d'oxigen. Això ho confirmà Jacques-Louis Soret el 1865 i Christian Friedrich Schönbein el 1867, en provar que era oxigen triatòmic.

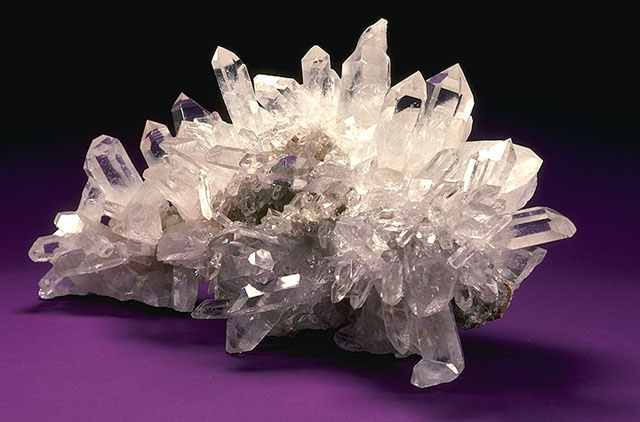
Quars

Fou partidari de la hipòtesi de Prout, formulada el 1815 per l'anglès William Prout (1785-1850). Prout sostenia que les masses atòmiques dels diferents elements químics eren múltiples de la massa atòmica de l'hidrogen, per la qual cosa postulava l'existència del «pròtil», partícula fonamental comuna a tots els elements químics. Però les mesures més precises fetes per Jöns Jakob Berzelius (1828) i Edward Turner (1832) havien desencoratjat aquesta hipòtesi. Particularment, la massa atòmica del clor era de 35,5 vegades la de l'hidrogen. Alguns científics provaren de superar aquesta dificultat concreta proposant que el «pròtil» tenia una massa de 0,5 vegades la de l'hidrogen. Tot amb tot, els nous descobriments d'elements químics feia pensar en la necessitat d'una partícula fonamental. Jean Servais Stas (1813-1891), amb metodologies encara més precises que les de Berzelius i Turner, es dedicà a la qüestió, com també ho feu Galissard de Marignac que, a diferència de Stas, sí que creia en la hipòtesi de Prout. En tot cas, els resultats de Marignac, amb una taula de masses atòmiques per a 57 elements químics, van provar que no eren pas múltiples de la de l'hidrogen.

Demostrà que la fórmula correcta del quars era SiO₂, diòxid de silici, en un moment en què hi havia quatre fórmules proposades i els químics i mineralogistes no es posaven d'acord.

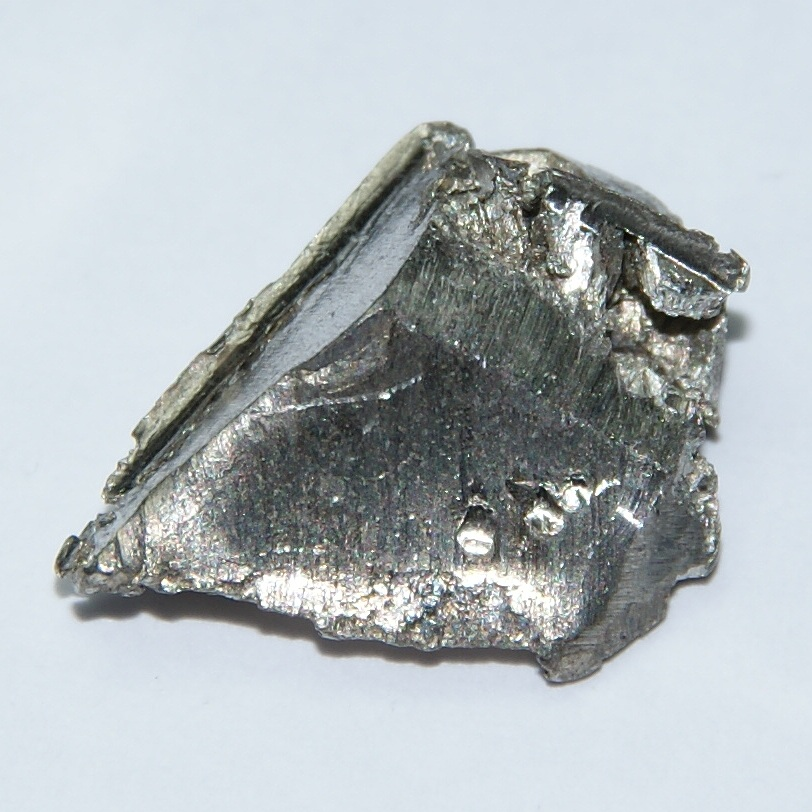
Iterbi ultrapur, 2 g, 1 × 1,5 cm

Desenvolupà un procés de cristal·lització fraccionada per separar el niobi i el tàntal, dos elements de propietats químiques ben similars. Treballà en minerals de terres rares amb tècniques espectroscòpiques. Un d'aquests minerals era la ytterbita o gadolinita-(Y). En aquest mineral, hom havia identificat una terra rara, l'ítria, el 1794. El 1843, Carl Gustaf Mosander havia postulat que l'ítria contenia dues terres rares addicionals, l'èrbia i la tèrbia, distingibles per la coloració (l'ítria, blanca; l'èrbia, groga; la tèrbia, rosada). Utilitzant mesures d'absorció espectral, en col·laboració amb el físic ginebrí Jacques-Louis Soret, per seguir el progrés de la separació dels elements aïllà l'itri, l'erbi i un compost groc que creu que és terbi. En retirar la fracció que suposadament conté només erbi, continuà les seves manipulacions i finalment aïllà un nou element que anomenà iterbi.
El 1880, identificà espectroscòpicament dos elements addicionals en l'ytterbita, designats provisionalment com a Yα i Yβ present també al mineral cerita. El 1886, Lecoq de Boisbaudran identificà l'element Yα amb una terra rara que denominà «gadolínia», per haver-la extret de la gadolinita. La gadolínia seria l'òxid (o un altre compost) del gadolini.
El 1886, Galissard de Marignac fou guardonat amb la Medalla Davy per «les seues recerques en masses atòmiques».